# NK Široki Brijeg
Nogometni klub Široki Brijeg hrvatski je nogometni klub iz Širokog Brijega. Trenutačno igra u Premijer ligi Bosne i Hercegovine. Domaće utakmice igra na stadionu Pecara, a njegovi su navijači „Škripari”, osnovani 1996. godine.
Klub je osnovan 1948. godine kao Borak. Tijekom postojanja mijenjao je još nekoliko imena: Boksit, Lištica, Mladost i Mladost Dubint. Od osnivanja Široki igra u mjesnim natjecanjima bez većih uspjeha, koji dolaze po završetku rata u Bosni i Hercegovini. 
U prvenstvu Herceg-Bosne, kao Mladost i kasnije sa sponzorskim imenom Mladost Dubint Široki osvaja pet naslova prvaka zaredom, čime je najuspješniji klub u povijesti Prve lige Herceg-Bosne.
Široki Brijeg je u sezoni 2002./03. prvi put zaigrao u Premijer ligi BiH i u nekom europskom natjecanju – Kupu UEFA-e. U sezoni 2003./04., prvi put u svojoj povijesti postaje prvakom Bosne i Hercegovine. Navedeni uspjeh ponovio je u sezoni 2005./06.

## Imena kroz povijest
- NK Borak (1948. – 1949.)
- NK Boksit (1949. – 1950.)
- NK Lištica (1950. – 1957.)
- NK Mladost (1957. – 1991.)
- NK Mladost Dubint (1991. – 1995.)
- NK Široki Brijeg (1995. – danas)

## Povijest

### Početci
U Širokom Brijegu, nogomet se počinje igrati ponajviše utjecajem širokobriješke gimnazije fra Dominika Mandića, a prvu loptu donio je franjevac Vojo Mikulić. Nogomet se počeo širiti, pa su tako Širokobriježani pratili nogometne utakmice obližnjeg mostarskog Zrinjskog, osnovanog još 1905. godine. No, organiziranog nogometnog kluba u Širokom Brijegu nije bilo. Godine 1932. uz pomoć Zrinjskog u Širokom Brijegu osnovan je klub prvotnog naziva Lištički amaterski športski klub (skraćeno LAŠK). Na osnivačkoj skupštini održanoj 21. kolovoza 1932. doneseno je ime ŠK Frankopan. Planirano je da se prva utakmica odigra sa Zrinjskim. Nepoznato je je li se utakmica ikada odigrala te je li novom klubu odobren rad.
Godine 1946. osniva se Gimnastičko društvo Borak, u kojem se nalazila i nogometna sekcija. Igralište je bilo na obližnjem Purinu Gaju, i to je preteča današnjeg nogometnog kluba. Tada se u gradu u proljeće 1948. održala skupština između nekolicine Širokobriježana koji osnivaju Nogometni klub Borak, dobivši ime prema izvoru rijeke Lištice, a njegov prvi predsjednik postaje Božo Kvesić. Plava je uzeta kao boja kluba. Već iduće godine, klub mijenja ime u NK Boksit te dobiva novo igralište na Trnu. Godine 1950., mijenja ime i igralište; igrači se vraćaju na Purin Gaj i igraju pod imenom NK Lištica.

### NK Mladost
Tijekom 1950-ih, Lištica počinje igrati u službenim natjecanjima, tadašnjoj Oblasnoj ligi Hercegovine i još nekoliko obližnjih natjecanja. Velike uspjehe klub počinje imati krajem desetljeća, kad mijenja ime u Mladost, a počinje igrati na Pecari, stadionu na kojem je ostao do danas. Od sezone 1962./63., igra u Hercegovačkoj nogometnoj zoni, u kojoj se tada natjecalo 12 klubova među kojima su Leotar Trebinje, Troglav Livno, Budućnost Duvno, GOŠK Dubrovnik, Lokomotiva Mostar, Borac Čapljina, Neretva Metković, Iskra Stolac, Dubrovnik, Velež Nevesinje i Metalac Konjic. S GOŠK-om iz Gabele, Mladost je ispala iz Hercegovačke zone u sezoni 1963./64. Godine 1965. Mladost je ugostila mostarski Velež. Rezultat je bio 5:1 za sastav Veleža. Trener tadašnje momčadi bio je Tomo Knezović. Mladost Hercegovačku zonu osvaja u sezoni 1972./73. Ipak, ne uspijeva ući u Drugu saveznu ligu Jugoslavije 1973./74. ispavši u kvalifikacijama za popunu Druge savezne lige od sarajevske Bosne.
Na renoviranoj Pecari, Mladost u sezoni 1973./74. igra svoju jedinu sezonu u Republičkoj ligi Bosne i Hercegovine, trećem stupnju jugoslavenskog nogometa. Od sezone 1974./75. klub se ponovno natječe u Hercegovačkoj zoni. Od 7. studenog 1974. počinje se izdavati lokalni list Lištica, koje je većinom donosio vijesti o klubu. U sezoni 1978./79. klub je osvojio Međuopćinsku ligu Mostar čime se plasirao u Regionalnu ligu BiH – Jug. U ligi je s promjenom šest trenera u devet godina solidno nastupao, dok je najbolji rezultat ostvario u sezoni 1979./80. petim mjestom s trenerom Miroslavom Kordićem, dok je najduži trenerski mandat imao Drago Zovko (1983. – 1988.).
Juniori su u sezoni 1989./90. igrali finale kupa Bosne i Hercegovine. Izgubili su protiv mostarskog Veleža 5:6 na penale nakon što je rezultat u regularnom dijelu utakmice bio 1:1. Klub u veljači 1991. mijenja ime u Mladost Dubint. Zbog ratne situacije sezona 1991./92. Regionalne liga BiH – Jug je obustavljena te klub ne igra službene utakmice sve do 20. travnja 1994., kada započinje premijerna sezona prvenstva Herceg-Bosne. Kao pobjednik sjeverne skupine, sastao se u finalu s mostarskim Zrinjskim kao pobjednikom južne skupine. Ukupnim rezultatom 1:0, Mladost Dubint postaje povijesnim prvim pobjednikom lige Herceg-Bosne.

### Liga Herceg-Bosne
Prva liga Herceg-Bosne, kao i uspjesi širokobriješkog kluba, nastavili su se i sljedeće sezone, 1994./95. Igrajući u južnoj skupini s još deset klubova, Mladost Dubint postaje pobjednikom skupine. Klub je igrao s Kiseljakom za naslov prvaka. Pobjedama od 2:0 na Pecari i 0:1 u Kiseljaku, Širokobriježani drugu sezonu zaredom postaju prvacima Herceg-Bosne. Sezone 1995./96., klub će nastaviti s uspjesima, ali i trajno promijeniti ime. Dana 1. listopada 1995., klub je po prvi put zaigrao pod današnjim imenom Nogometni klub Široki Brijeg, i to u utakmici protiv Kamešnice iz Podhuma. Prvi dio sezone je završen na prvom mjestu zapadne skupine Prve lige. Nakon četvrtfinala i polufinala, Široki se u finalu susreo s Kostrčem i ponovo osvojio naslov državnog prvaka.
Dolaskom četvrte sezone, 1996./97., Liga Herceg-Bosne se proširila na područja Središnje Bosne i Bosanske Posavine. U velikoj ligi sa šesnaest klubova, Široki Brijeg opet izlazi kao prvak, s 13 bodova prednosti. Sezonu kasnije, 1997./98., s novim trenerom Žarkom Barbarićem dolaze do petog naslova prvaka zaredom u Herceg-Bosni. Široki Brijeg je u to vrijeme bio uvjerljivo najuspješniji klub na prostorima Hercegovine. Sezone 1998./99. prestala je dominacija NK Širokog Brijega ligom Herceg-Bosne. Zaostatkom od pet bodova, klub je završio na drugom mjestu iza Posušja. Slična se situacija dogodila i sezone 1999./00., kada lošijom igrom "padaju" na treće mjesto ispred Brotnja i novog-starog prvaka Posušja. Nakon sedam godina, ukinuta je Prva nogometna liga Herceg-Bosne, u kojoj je NK Široki Brijeg u 164 utakmice sakupio 115 pobjeda i 370 bodova. Postigao je 458, a primio 83 pogotka. To ga čini najuspješnijim klubom u povijesti lige Herceg-Bosne.
Godine 1998., došlo je i zajedničko natjecanje klubova iz Federacije Bosne i Hercegovine, koje je vodilo u Europu. Također, to je godina velikog jubileja kluba: 50 godina djelovanja. Široki Brijeg ispao je u prvoj fazi natjecanja, porazom 1:0 od Sarajeva na Bijelom brijegu u Mostaru. Godinu kasnije, zbog nesuglasica natjecanje nije ni odigrano. Godinu dana kasnije Široki Brijeg je zbog lošijeg međusobnog omjera s banovićke Budućnosti (0:3, 3:1) izgubio prolaz u finale, u kojem je kasnije pobijedio Brotnjo.
Od 2000. godine klub organizira danas tradicionalni memorijalni turnir "Gojko Šušak".

### Premijer liga BiH
Nakon pregovora s UEFA-om, u sezoni 2000./01. formirana je Premijer liga Federacije BiH, s 22 kluba. Široki Brijeg je prvu sezonu u novoj ligi završio na sedmom mjestu, daleko od kvalifikacija za europska natjecanja. U idućoj sezoni, 2001./02., dovedeno je nekoliko pojačanja, a dotadašnjeg trenera Davora Mladinu mijenja Ivo Ištuk. Novi trener vodi klub do drugog mjesta u ligi i kvalifikacije za Kup UEFA 2002./03. U Europi je Široki Brijeg pobijedio slovački Senec, a gubi u prvom kolu od praške Sparte. U domaćoj ligi, ovaj put i s klubovima iz Republike Srpske, Široki Brijeg se sa Željezničarom i Leotarom natjecao za vrh ljestvice u sezoni 2002./03. Na kraju je završio na četvrtom mjestu, a Leotar je postao prvak.
Povijesna sezona za NK Široki Brijeg bila je ona 2003./04., kad je klub s Pecare osvojio svoj prvi naslov prvaka Bosne i Hercegovine. Uspješna postava iz prošle sezone, plus nekoliko pojačanja doveli su Širokobriježane do vrha bosanskohercegovačkog nogometa. Između ostalih, za Široki Brijeg tada su nastupali Igor Melher, Domagoj Abramović, Nikola Juričić, Hrvoje Erceg, Dalibor Šilić, William Etchu Tabi i Ricardo Baiano. Klub je ostvario 19 pobjeda te osvojio 61 bod i kao prvak se plasirao u prvo pretkolo UEFA Lige prvaka 2004./05. Ispao je od bakuanskog Neftčija zbog pravila gola u gostima. U Premijer ligi sljedeće sezone nisu uspjeli ponoviti veliki uspjeh, ali su završili na zadovoljavajućem trećem mjestu koje opet vodi u Europu.
U sezonu 2005./06. ušlo se sa željom za ponovni uspjeh od prije dvije godine. Široki Brijeg je započeo ukupnom 3:4 pobjedom u prvom pretkolu Kupa UEFA 2005./06. protiv Teute Drač. Uspjeh je nastavljen i u drugom pretkolu, pobjedom nad Zetom iz Golubovaca, Srbija i Crna Gora. Široki Brijeg je tada bio jedini predstavnik hrvatskih i bosanskohercegovačkih klubova u Europi, došavši do prvog kola. Protivnik, Basel bio je prejak: poraz Širokog Brijega u Švicarskoj bio je 5:0, dok je na Pecari bilo 0:1 za goste. Do danas, taj je podvig Širokobriježana ostao jedan od najvećih nogometnih uspjeha u povijesti BiH. Te sezone Široki Brijeg osvojio je ligu s tri boda više od Sarajeva. Tako je po drugi put u povijesti postao prvakom Bosne i Hercegovine.

### Novije godine
Nakon izmjene dvojice trenera, na klupu Širokog Brijega dolazi bivši trener splitskog Hajduka Ivica Kalinić, najviše zbog loših rezultata kluba u prvom dijelu sezone 2006./07. Široki Brijeg se djelomično oporavio i uspio doći do četvrte pozicije na kraju sezone. Ipak je najveći uspjeh sezone osvajanje kupa Bosne i Hercegovine po prvi put u povijesti. Te je sezone u prvom pretkolu Lige prvaka, Široki Brijeg svladao Šahtjor Soligorsk iz Bjelorusije, dok je u drugom pretkolu protivnik bio prejak. Heart of Midlothian je pobijedio 3:0 u Škotskoj, ali na Pecari nisu postigli pogodak, bilo je 0:0. Iduće je sezone Široki Brijeg doveo još pojačanja i vratio trenera Ivicu Barbarića te napadača Stanka Bubala. Prvenstvo je započelo solidno, ali je trener ipak ponovo smijenjen. Za prvaka su se borili Široki Brijeg i Modriča Maxima. Za jedan bod, pobijedila je momčad iz Modriče i pritom osvojila naslov. Široki je u Kupu UEFA te sezone došao do drugog pretkola. U prvom je eliminiran Koper, dok su u drugom Širokobriježani poraženi od telavivskog Hapoela.
Sezona koju je više obilježila šezdeseta godišnjica nego uspjesi, bila je 2008./09. Prvenstvo su završili daleko od prvog mjesta, sa zaostatkom od više od dvadeset bodova za prvoplasiranim Zrinjskim. Šesto mjesto Širokog ne bi bilo dovoljno za Europu, ali kako Sloboda Tuzla i Borac Banja Luka nisu dobili licence od UEFA-e, na njihovo mjesto došli su Sarajevo i Široki Brijeg. Na europskom putu, klub je zaustavljen u drugom pretkolu kao i posljednje dvije godine. Ovog puta, za Širokobriježane prejak je bio turski Beşiktaş. Prije toga, Široki je lako svladao tiranskog Partizanija. 
Sezona 2009./10. donijela je uspjeh Širokom Brijegu – drugo mjesto. Ovog je puta prvi bio Željezničar. U prvoj sezoni nove UEFA Europske lige, Široki Brijeg je prvo svladao armenski Bananc, a zatim je poražen od Sturma iz Graza. Iduće je sezone klub opet vidio ispadanje iz drugog pretkola UEFA Europske lige, ovog puta od bečke Austrije. Nakon što su odigrali neodlučeno (2:2) u Beču, na Pecari su nesretnim autogolom izgubili 0:1. Ali, veće je iznenađenje došlo u sezoni 2011./12., nakon ispadanja od Olimpije iz Ljubljane ukupnim porazom od 3:0, iako je Široki Brijeg istu ekipu pobijedio prošle godine ukupnim rezultatom od 5:0.

## Klupski uspjesi

### U Jugoslaviji
- Podsavezna liga Mostar
  - Prvak (1): 1961./62.
  - Drugoplasirani (1): 1964./65.
- Hercegovačka zona
  - Prvak (1): 1972./73.
- Međuopćinska liga Mostar
  - Prvak (1): 1978./79.

### U Herceg-Bosni
- Prvenstvo Herceg-Bosne
  - Prvak (5): 1993./94., 1994./95., 1995./96., 1996./97., 1997./98.
  - Drugoplasirani (1): 1998./99.

- Kup Herceg-Bosne
  - Finalist (3): 1995./96., 1997./98., 1998./99.

### U Bosni i Hercegovini
- Doigravanje za prvaka Federacije BiH – skupina Mostar
  - Drugoplasirani (1): 1998.
- Doigravanje za prvaka Federacije BiH – skupina A
  - Drugoplasirani (1): 2000.
- Premijer liga Federacije Bosne i Hercegovine
  - Drugoplasirani (1): 2001./02.
- Premijer liga Bosne i Hercegovine
  - Prvak (2): 2003./04., 2005./06.
  - Drugoplasirani (4): 2007./08., 2009./10., 2011./12., 2013./14.
- Kup Bosne i Hercegovine
  - Osvajač (3): 2006./07., 2012./13., 2016./17.
  - Finalist (6): 2004./05., 2005./06., 2011./12., 2014./15., 2018./19., 2024./25.

### Uspjesi nogometaša
U drugom izboru „Idola nacije" u organizaciji mrežnog portala sportsport.ba održanu u Sarajevu, za najboljeg sportskog djelatnika u 2009. godini priznanje je dobio Zlatan Mijo Jelić, predsjednik NK Široki Brijeg, dok je najorganiziranijim nogometnim klubom u Bosni i Hercegovini u 2009. godini proglašen NK Široki Brijeg. Nagrada za najboljeg stranog nogometaša u Bosni i Hercegovini pripala je Argentincu Juanu Manuelu Varei iz Širokog Brijega.

## Stadion
Široki Brijeg je nakon svog osnutka 1948. odabrao obližnje igralište na Purinu Gaju. Tamo ostaje do 1953., kada počinje igrati na Pecari, dijelu grada Širokog Brijega. Stadion tada nije imao tribine, gledatelji su stajali oko igrališta za vrijeme utakmice. Široki Brijeg je, pod tadašnjim imenom Mladost dolazio do sjajnih uspjeha na Pecari tijekom 1950-ih, 1960-ih i 1970-ih. Zatim se 1973. godine Pecara renovirala: postavljen je novi travnjak, južna betonska tribina i počela je gradnja sjeverne tribine.
Klub je tako do 1990-ih igrao na Pecari koja je mogla primiti do 1000 gledatelja. Najviše je gledatelja zabilježeno 3. veljače 1984. na prijateljskoj utakmici s NK Dinamo Zagreb, gdje se skupilo približno 4 tisuće gledatelja. Današnji izgled stadion je dobio krajem 1990-ih i početkom novog tisućljeća, sa sjevernom, istočnom i zapadnom tribinom. Stadion je jedan od prvih u BiH s UEFA-inom licencom potrebnom za igranje europskih susreta. Današnji kapacitet stadiona je između 7 i 10 tisuća sjedećih mjesta.

## Navijači
Škripari su od 1990-ih službeni navijači NK Širokog Brijega. Osim nogometnog kluba, navijači su i gradskog košarkaškog kluba HKK Široki. 
Današnje ime Škripari su dobili 9. rujna 1996. godine. U to su vrijeme bili jedina prava veća navijačka skupina u Hercegovini. Ime su uzeli prema križarima koji su pružali otpor jugoslavenskim komunistima nekoliko godina nakon Drugog svjetskog rata i branili grad. Skrivali su se u špiljama lokalno zvanim "škripine", pa su tako nazvani Škripari. 
Ranija ideja za navijačku skupinu bila je s imenom Broadly Hill Boys još iz godine 1989., kada su se navijači pojavili s tim imenom na utakmici tadašnje KK Mladost Lištica i KK Borac Čapljina. Ideja je odmah prihvaćena i navijači do danas na svakoj utakmici dolaze s velikim plavim transparentom natpisa Broadly Hill Boys. Ideja za ime došla je od navijača zagrebačkog Dinama, Bad Blue Boys, a naziv je zapravo engleska verzija imena Široki Brijeg (broad – širok, hill – brijeg). 
Škripari također bodre i hrvatsku nogometnu reprezentaciju, kao i ostale hrvatske reprezentacije i igrače. Službena pjesma navijača Škripara je U mom srcu riječi te... lokalne skupine Berette.

## Pregled plasmana po sezonama
| Sezona    | Rang | Liga                                                  | Plasman  | Izvori                                    |
| --------- | ---- | ----------------------------------------------------- | -------- | ----------------------------------------- |
| 1950.     |      | Prvenstvo Mostarske oblasti – III. grupa              |          | [ 21 ]                                    |
| 1951.     |      | Oblasna liga Hercegovine                              |          | [ 21 ] [ 22 ]                             |
| 1952.     | II.  | Podsavezna liga Mostar – Prva grupa                   | 3.       | [ 21 ] [ 23 ]                             |
| 1952./53. | II.  | Podsavezna liga Mostar                                |          | [ 22 ] [ 24 ]                             |
| 1953./54. | IV.  | Podsavezna liga Mostar                                |          | [ 21 ]                                    |
| 1954./55. |      |                                                       |          |                                           |
| 1955./56. | III. | Podsavezna liga Mostar                                | 10.      | [ 25 ]                                    |
| 1956./57. | III. | Podsavezna liga Mostar                                | odustala | [ 26 ]                                    |
| 1957./58. |      |                                                       |          |                                           |
| 1958./59. |      |                                                       |          |                                           |
| 1959./60. | III. | III. zonska liga BiH                                  | 11.      | [ 27 ] [ 28 ] [ 29 ] [ 30 ] [ 31 ]        |
| 1960./61. | IV.  | Podsavezna liga Mostar                                | 3.       | [ 32 ]                                    |
| 1961./62. | IV.  | Podsavezna liga Mostar                                | 1.       | [ 33 ] [ 34 ] [ 35 ]                      |
| 1962./63. | III. | Hercegovačka zona                                     | 8.       | [ 36 ] [ 37 ] [ 38 ] [ 39 ] [ 40 ] [ 41 ] |
| 1963./64. | III. | Hercegovačka zona                                     | 11.      | [ 42 ] [ 43 ] [ 44 ] [ 41 ] [ 45 ]        |
| 1964./65. | IV.  | Podsavezna liga Mostar                                | 2.       | [ 46 ]                                    |
| 1965./66. | III. | Hercegovačka zona                                     | 7.       | [ 47 ] [ 48 ] [ 49 ] [ 50 ]               |
| 1966./67. | III. | Hercegovačka zona                                     | 8.       | [ 51 ] [ 52 ] [ 50 ] [ 53 ]               |
| 1967./68. | III. | Hercegovačka zona                                     | 10.      | [ 54 ] [ 53 ] [ 55 ]                      |
| 1968./69. |      |                                                       |          |                                           |
| 1969./70. |      |                                                       |          |                                           |
| 1970./71. | III. | Hercegovačka zona                                     | 9.       | [ 56 ]                                    |
| 1971./72. |      |                                                       |          |                                           |
| 1972./73. | III. | Hercegovačka zona                                     | 1.       | [ 57 ]                                    |
| 1973./74. | III. | Republička liga Bosne i Hercegovine                   | 20.      | [ 58 ] [ 59 ] [ 60 ] [ 61 ]               |
| 1974./75. | IV.  | Hercegovačka zona                                     | 3.       | [ 62 ] [ 63 ]                             |
| 1975./76. | IV.  | Hercegovačka zona                                     | 4.       | [ 64 ] [ 65 ]                             |
| 1976./77. | IV.  | Hercegovačka zona                                     | 4.       | [ 66 ] [ 67 ]                             |
| 1977./78. | IV.  | Hercegovačka zona – I. skupina                        |          | [ 68 ]                                    |
| 1978./79. | V.   | Međuopćinska liga Mostar                              | 1.       | [ 69 ]                                    |
| 1979./80. | IV.  | Regionalna liga BiH – Jug                             | 5.       | [ 70 ]                                    |
| 1980./81. | IV.  | Regionalna liga BiH – Jug                             | 11.      | [ 71 ]                                    |
| 1981./82. | IV.  | Regionalna liga BiH – Jug                             | 10.      | [ 72 ] [ 73 ]                             |
| 1982./83. | IV.  | Regionalna liga BiH – Jug                             |          | [ 74 ]                                    |
| 1983./84. | IV.  | Regionalna liga BiH – Jug                             |          | [ 75 ]                                    |
| 1984./85. | IV.  | Regionalna liga BiH – Jug                             | 12.      | [ 76 ]                                    |
| 1985./86. | IV.  | Regionalna liga BiH – Jug                             | 9.       | [ 77 ]                                    |
| 1986./87. | IV.  | Regionalna liga BiH – Jug                             | 14.      | [ 78 ]                                    |
| 1987./88. | IV.  | Regionalna liga BiH – Jug                             |          | [ 79 ]                                    |
| 1988./89. | IV.  | Republička liga BiH – Jug                             |          | [ 80 ]                                    |
| 1989./90. | IV.  | Republička liga BiH – Jug                             | 8.       | [ 81 ]                                    |
| 1990./91. | IV.  | Republička liga BiH – Jug                             | 13.      | [ 82 ]                                    |
| 1991./92. | IV.  | Republička liga BiH – Jug                             |          |                                           |
| 1993./94. | I.   | Prva liga Herceg-Bosne                                | 1.       | [ 83 ]                                    |
| 1994./95. | I.   | Prva liga Herceg-Bosne                                | 1.       | [ 84 ]                                    |
| 1995./96. | I.   | Prva liga Herceg-Bosne                                | 1.       | [ 85 ]                                    |
| 1996./97. | I.   | Prva liga Herceg-Bosne                                | 1.       | [ 86 ]                                    |
| 1997./98. | I.   | Prva liga Herceg-Bosne                                | 1.       | [ 87 ]                                    |
| 1998.     | I.   | Doigravanje za prvaka Federacije BiH – skupina Mostar | 2.       | [ 88 ]                                    |
| 1998./99. | I.   | Prva liga Herceg-Bosne                                | 2.       | [ 89 ]                                    |
| 1999./00. | I.   | Prva liga Herceg-Bosne                                | 3.       | [ 90 ]                                    |
| 2000.     | I.   | Doigravanje za prvaka Federacije BiH – skupina A      | 2.       | [ 91 ]                                    |
| 2000./01. | I.   | Premijer liga Federacije BiH                          | 7.       | [ 92 ]                                    |
| 2001./02. | I.   | Premijer liga Federacije BiH                          | 2.       | [ 93 ]                                    |
| 2002./03. | I.   | Premijer liga BiH                                     | 4.       | [ 94 ]                                    |
| 2003./04. | I.   | Premijer liga BiH                                     | 1.       | [ 95 ]                                    |
| 2004./05. | I.   | Premijer liga BiH                                     | 3.       | [ 96 ]                                    |
| 2005./06. | I.   | Premijer liga BiH                                     | 1.       | [ 97 ]                                    |
| 2006./07. | I.   | Premijer liga BiH                                     | 4.       | [ 98 ]                                    |
| 2007./08. | I.   | Premijer liga BiH                                     | 2.       | [ 99 ]                                    |
| 2008./09. | I.   | Premijer liga BiH                                     | 6.       | [ 100 ]                                   |
| 2009./10. | I.   | Premijer liga BiH                                     | 2.       | [ 101 ]                                   |
| 2010./11. | I.   | Premijer liga BiH                                     | 4.       | [ 102 ]                                   |
| 2011./12. | I.   | Premijer liga BiH                                     | 2.       | [ 103 ]                                   |
| 2012./13. | I.   | Premijer liga BiH                                     | 6.       | [ 104 ]                                   |
| 2013./14. | I.   | Premijer liga BiH                                     | 2.       | [ 105 ]                                   |
| 2014./15. | I.   | Premijer liga BiH                                     | 4.       | [ 106 ]                                   |
| 2015./16. | I.   | Premijer liga BiH                                     | 3.       | [ 107 ]                                   |
| 2016./17. | I.   | Premijer liga BiH                                     | 7.       | [ 108 ]                                   |
| 2017./18. | I.   | Premijer liga BiH                                     | 3.       | [ 109 ]                                   |
| 2018./19. | I.   | Premijer liga BiH                                     | 3.       | [ 110 ]                                   |
| 2019./20. | I.   | Premijer liga BiH                                     | 7.       | [ 111 ]                                   |
| 2020./21. | I.   | Premijer liga BiH                                     | 4.       | [ 112 ]                                   |
| 2021./22. | I.   | Premijer liga BiH                                     | 7.       | [ 113 ]                                   |
| 2022./23. | I.   | Premijer liga BiH                                     | 5.       | [ 114 ]                                   |
| 2023./24. | I.   | Premijer liga BiH                                     | 8.       | [ 115 ]                                   |
| 2024./25. | I.   | Premijer liga BiH                                     | 5.       | [ 116 ]                                   |

## Nastupi u europskim natjecanjima
Široki Brijeg od sezone 2002./03. do 2021./22. konstantno, s iznimkom u sezonama 2003./04., 2015./16. i 2020./21., nastupa u UEFA-inim natjecanjima. Dva puta je sudjelovao u kvalifikacijama za Ligu prvaka, četiri puta u kvalifikacijama za Kup UEFA, deset puta u kvalifikacijama za Europsku ligu i jednom u kvalifikacijama za Europsku konferencijsku ligu. Najveći europski uspjeh kluba dogodio se u sezoni 2005./06., kada je prošao oba pretkola i u prvom kolu Kupa UEFA ispao od Basela.
| Sezona    | Natjecanje                        | Runda         | Protivnik | Protivnik             | Rezultat1 | Rezultat1 | Rezultat1 |
| Sezona    | Natjecanje                        | Runda         | Država    | Klub                  | K         | G         | Uk.       |
| --------- | --------------------------------- | ------------- | --------- | --------------------- | --------- | --------- | --------- |
| 2002./03. | Kup UEFA                          | kvalifikacije |           | Senec                 | 3:0       | 2:1       | 5:1       |
| 2002./03. | Kup UEFA                          | 1. kolo       |           | Sparta Prag           | 0:1       | 0:3       | 0:4       |
| 2004./05. | UEFA Liga prvaka                  | 1. pretkolo   |           | Neftči Baku           | 2:1       | 0:1       | 2:2 (gg.) |
| 2005./06. | Kup UEFA                          | 1. pretkolo   |           | Teuta Drač            | 3:0       | 1:3       | 4:3       |
| 2005./06. | Kup UEFA                          | 2. pretkolo   |           | Zeta                  | 4:2       | 1:0       | 5:2       |
| 2005./06. | Kup UEFA                          | 1. kolo       |           | Basel                 | 0:1       | 0:5       | 0:6       |
| 2006./07. | UEFA Liga prvaka                  | 1. pretkolo   |           | Šahtjor Soligorsk     | 1:0       | 1:0       | 2:0       |
| 2006./07. | UEFA Liga prvaka                  | 2. pretkolo   |           | Heart of Midlothian   | 0:0       | 0:3       | 0:3       |
| 2007./08. | Kup UEFA                          | 1. pretkolo   |           | Koper                 | 3:1       | 3:2       | 6:3       |
| 2007./08. | Kup UEFA                          | 2. pretkolo   |           | Hapoel Tel-Aviv       | 0:3       | 0:3       | 0:6       |
| 2008./09. | Kup UEFA                          | 1. pretkolo   |           | Partizani Tirana      | 0:0       | 3:1       | 3:1       |
| 2008./09. | Kup UEFA                          | 2. pretkolo   |           | Beşiktaş              | 1:2       | 0:4       | 1:6       |
| 2009./10. | UEFA Europska liga                | 1. pretkolo   |           | Bananc                | 0:1       | 2:0       | 2:1       |
| 2009./10. | UEFA Europska liga                | 2. pretkolo   |           | Sturm Graz            | 1:1       | 1:2       | 2:3       |
| 2010./11. | UEFA Europska liga                | 1. pretkolo   |           | Olimpija Ljubljana    | 3:0       | 2:0       | 5:0       |
| 2010./11. | UEFA Europska liga                | 2. pretkolo   |           | Austria Beč           | 0:1       | 2:2       | 2:3       |
| 2011./12. | UEFA Europska liga                | 1. pretkolo   |           | Olimpija Ljubljana    | 0:0       | 0:3       | 0:3       |
| 2012./13. | UEFA Europska liga                | 2. pretkolo   |           | St Patrick's Athletic | 1:1       | 1:2 (pr.) | 2:3       |
| 2013./14. | UEFA Europska liga                | 2. pretkolo   |           | Irtiš Pavlodar        | 2:0       | 2:3       | 4:3       |
| 2013./14. | UEFA Europska liga                | 3. pretkolo   |           | Udinese               | 1:3       | 0:4       | 1:7       |
| 2014./15. | UEFA Europska liga                | 1. pretkolo   |           | Gabala                | 3:0       | 2:0       | 5:0       |
| 2014./15. | UEFA Europska liga                | 2. pretkolo   |           | Mladá Boleslav        | 0:4       | 1:2       | 1:6       |
| 2016./17. | UEFA Europska liga                | 1. pretkolo   |           | Birkirkara            | 1:1       | 0:2       | 1:3       |
| 2017./18. | UEFA Europska liga                | 1. pretkolo   |           | Ordabasi              | 2:0       | 0:0       | 2:0       |
| 2017./18. | UEFA Europska liga                | 2. pretkolo   |           | Aberdeen              | 1:1       | 0:2       | 1:3       |
| 2016./17. | UEFA Europska liga                | 1. pretkolo   |           | Domžale               | 2:2       | 1:1       | 3:3 (gg.) |
| 2019./20. | UEFA Europska liga                | 1. pretkolo   |           | Kajrat                | 1:2       | 1:2       | 2:4       |
| 2021./22. | UEFA Europska konferencijska liga | 1. pretkolo   |           | Vllaznia Skadar       | 3:1       | 0:3       | 3:4       |

Bilješke:
- K: Rezultat kod kuće; G: Rezultat u gostima, Uk.: Ukupni rezultat u obje utakmice

## Vanjske poveznice
- Službena stranica
- Službena stranica Škripara  Arhivirana inačica izvorne stranice od 23. kolovoza 2011. (Wayback Machine)